# Bonney Lake (Washington)
Bonney Lake est une ville du comté de Pierce dans l'état de Washington.
Sa population était de 17 374 habitants en 2010.